# Bundesautobahn 82
Bundesautobahn 82 (Abkürzung: BAB 82) – Kurzform: Autobahn 82 (Abkürzung: A 82) – war der Projektname verschiedener Autobahnneubauvorhaben.
1975 war für eine geplante Autobahn von Karlsruhe über Pforzheim – Ditzingen nach Stuttgart die Bezeichnung als A 82 vorgesehen.
Nachdem diese Planung aufgegeben worden war, erhielt in der ersten Jahreshälfte 1976 das Neubauvorhaben einer Autobahn von Mannheim über Heidelberg nach Bruchsal den Namen A 82. Auch dieses Projekt kam nicht zur Realisierung.
1991 wurde die Verbindung Göttingen – Halle an der Saale – A 14 unter der Bezeichnung A 82 in die Liste der Verkehrsprojekte Deutsche Einheit und 1992 in den Bundesverkehrswegeplan aufgenommen. Die Umsetzung erfolgte schließlich unter den Bezeichnungen A 38 und A 143.

## Planungsgeschichte

### Karlsruhe – Pforzheim – Ditzingen – Stuttgart
In der Weimarer Republik war im Plan zum sogenannten „Spitzennetz“ die Linie Karlsruhe – Stuttgart in der 2. Ausbaustufe vorgesehen. Die parallele Führung einer zweiten Strecke war indes nicht beabsichtigt.
Der Abschnitt zwischen dem Dreieck Karlsruhe und Wimsheim, der später als Teil der Bundesautobahn 82 umgewidmet werden sollte, war Bestandteil des von den Nationalsozialisten 1934 aufgestellten Autobahngrundnetzes und gehörte zur Linie Karlsruhe – Stuttgart – Ulm – München. Er wurde 1938 fertiggestellt. Eine parallele Verbindung zwischen Wimsheim und Stuttgart war nicht geplant. Die Stadt Pforzheim hatte allerdings bereits frühzeitig eine südlich der Stadt verlaufende Trassierung der Autobahn Karlsruhe – München eingefordert. Dies wurde von Fritz Todt aus strategischen Gründen 1934 abgelehnt.
Der Ausbauplan für die Bundesfernstraßen des Gesetzes vom 27. Juli 1957 enthielt weder den Plan der Verlegung der Autobahn Karlsruhe – Stuttgart – München auf eine neue Trasse (Saarbrücken –)Ettlingen-Bruchhausen – Wimsheim (– München), noch den Neubau einer Autobahn zwischen Wimsheim, Ditzingen und Stuttgart-Feuerbach. Selbst im Blauen Netz der Bundesstraßen war ein solches Projekt nicht enthalten.
Dies änderte sich mit dem Bedarfsplan des Gesetzes über den Ausbau der Bundesfernstraßen in den Jahren 1971 bis 1985 vom 30. Juni 1971 grundlegend. Dieser enthielt unter der internen Bezeichnung „Autobahn 76“ eine Verbindung von Trier über Kaiserslautern, Pirmasens, Bad Bergzabern, Ettlingen, südlich Pforzheim nach Ditzingen (Kreuz mit der heute als A 81 bezeichneten Strecke). Zwischen Ditzingen und Stuttgart war die Fortführung als sechsstreifige autobahnähnliche B 295 vorgesehen. Für die später als Bundesautobahn 82 vorgesehene Strecke ergab sich daher folgendes Bild:
| Kurzbezeichnung | Abschnitt | Ausbau        | Stand                       |
| --------------- | --- | ------------- | --------------------------- |
| A 21            | AD Karlsruhe – gepl. Kreuz bei Wimsheim                                                                                          | vierstreifig  | fertiggestellt (heute: A 8) |
| A 76            | gepl. Kreuz bei Wimsheim – gepl. Kreuz westlich Ditzingen mit der geplanten Neutrassierung der A 23 (aktuelle Bezeichnung: A 81) | vierstreifig  | Stufe III                   |
| A 76            | gepl. Kreuz westlich Ditzingen – Kreuz mit der heutigen A 81 östlich Ditzingen                                                   | vierstreifig  | Stufe I)                    |
| B 295           | Kreuz mit der heutigen A 81 östlich Ditzingen – Stuttgart-Feuerbach                                                              | sechsstreifig | Stufe I)                    |

Mit der Neustrukturierung des Netzes der Bundesautobahnen, die mit Wirkung ab 1. Januar 1975 eingeführt wurde, erhielt der Streckenzug die einheitliche Bezeichnung „Bundesautobahn 82“. Die Bundesautobahn 8 sollte zwischen Pirmasens, Karlsruhe, Pforzheim und Wimsheim auf der für die A 76 im Bedarfsplan des Jahres 1971 vorgesehenen neuen Trasse verlaufen.
Doch bereits in der Netzkarte der Bundesregierung vom 1. Januar 1976 war die A 82 zwischen Karlsruhe und Stuttgart nicht mehr enthalten.
Im Bedarfsplan des Gesetzes zur Änderung des Gesetzes über den Ausbau der Bundesfernstraßen in den Jahren 1971 bis 1985 vom 5. August 1976 wurde die A 82 jedoch ersatzlos gestrichen. Vorgesehen war nun der sechsstreifige Ausbau der bereits fertiggestellten A 8 Karlsruhe – Stuttgart (Dringlichkeitsstufe Ib) sowie der Bau der B 295 Ditzingen – Stuttgart (Dringlichkeitsstufe Ia/Ib).
Mit dem Zweiten Gesetz zur Änderung des Gesetzes über den Ausbau der Bundesfernstraßen in den Jahren 1971 bis 1985 vom 25. August 1980 blieb es bei dem Aus für die A 82. Weiterhin waren der sechsstreifige Ausbau der A 8 Karlsruhe – Stuttgart (zwischen Karlsruhe und Pforzheim-Ost in Dringlichkeitsstufe I) sowie der Bau der B 295 Ditzingen – Stuttgart (zum Teil bereits ein laufendes Vorhaben, sonst in Dringlichkeitsstufe II) vorgesehen.
Das Dritte Gesetz zur Änderung des Gesetzes über den Ausbau der Bundesfernstraßen vom 21. April 1986 führte zu keiner Wiederaufnahme der A 82 in den Bedarfsplan. Enthalten waren der sechsstreifige Ausbau der A 8 zwischen Karlsruhe und Stuttgart (zwischen AD Karlsruhe und AS Pforzheim-West sowie im Bereich des AD Leonberg in Dringlichkeitsstufe I) sowie der Bau der B 295 zwischen Ditzingen und Stuttgart-Feuerbach (Dringlichkeitsstufe II, soweit noch nicht fertiggestellt).
Im Bedarfsplan des Vierten Gesetzes zur Änderung des Fernstraßenausbaugesetzes vom 15. November 1993 blieb die ursprünglich als A 82 vorgesehene Trasse von Karlsruhe über Pforzheim und Ditzingen nach Stuttgart weiterhin gestrichen. Ebenso wurde der Weiterbau der B 295 zwischen Ditzingen und Stuttgart-Feuerbach aus dem Bedarfsplan genommen. Vorrangig war nun jedoch der sechsstreifige Ausbau der gesamten A 8 zwischen Karlsruhe und Stuttgart.
Der Bedarfsplan des Fünften Gesetzes zur Änderung des Fernstraßenausbaugesetzes vom 4. Oktober 2004 brachte im Hinblick auf die ursprünglich als A 82 vorgesehene Trasse in Baden-Württemberg keine Neuaufnahme. Lediglich der Ausbau der A 8 wurde weiter vorrangig vorangetrieben.

### Mannheim – Heidelberg – Bruchsal
In der Weimarer Republik war im Plan zum sogenannten „Spitzennetz“ die Linie Frankfurt/Main – Darmstadt – Mannheim – Karlsruhe – Basel in der 1. Ausbaustufe vorgesehen. Eine Querverbindung von Mannheim nach Heidelberg war nicht geplant.
Als Teil der Linie Hansestädte Bremen und Hamburg – Frankfurt am Main – Basel (HAFRABA) wurde sodann in den 1920er Jahren ein Schnellstraßenprojekt vorgelegt, das die Städte Mannheim, Heidelberg und Bruchsal miteinander verbinden sollte.
Die Verbindung Hamburg – Hannover – Kassel – Gießen – Frankfurt/Main – Darmstadt – Mannheim – Heidelberg – Karlsruhe war Bestandteil des 1934 von den Nationalsozialisten festgelegten Autobahngrundnetzes. Bereits 1935 war die Strecke zwischen Frankfurt und Heidelberg fertiggestellt. Ein Jahr später erfolgte die Übergabe des Abschnitts Heidelberg – Bruchsal. Damit stand dem Verkehr eine leistungsfähige Verbindung zur Verfügung. An den Bau einer parallelen Autobahnverbindung zwischen Mannheim, Heidelberg und Bruchsal war deshalb nicht gedacht.
Der Ausbauplan für die Bundesfernstraßen des Gesetzes vom 27. Juli 1957 sah eine parallele Bundesautobahnplanung zwischen Mannheim, Heidelberg und Bruchsal ebenfalls nicht vor. Allerdings enthielt er die B 3 Darmstadt – Heidelberg – Karlsruhe als Bestandteil des Blauen Netzes der aus- oder neuzubauenden Bundesstraßen, obwohl die Bundesautobahn Frankfurt/Main – Karlsruhe in nur wenigen Kilometern Entfernung parallel verlief.
Zwar sah auch der Bedarfsplan des Gesetzes über den Ausbau der Bundesfernstraßen in den Jahren 1971 bis 1985 vom 30. Juni 1971 den Bau einer Bundesautobahn zwischen Mannheim, Heidelberg und Bruchsal nicht vor. Doch war erstmals der autobahnähnliche, vierstreifige Aus- und Neubau der B 38 (Mannheim-Käfertal – Mutterstadt – Landau in der Pfalz), der B 37 zwischen Mannheim-Seckenheim und Heidelberg-Neuenheim sowie der B 3 zwischen Dossenheim und Bruchsal geplant.
Nachdem die Planung für die A 82 von Karlsruhe nach Stuttgart aufgegeben worden war, fand sich stattdessen in der Netzkarte der Bundesregierung vom 1. Januar 1976 unter der Bezeichnung A 82 eine Verbindung, die an die Bundesautobahn 659 beim Viernheimer Kreuz anknüpfen und über Mannheim-Käfertal, Mannheim-Feudenheim, dem City-Airport Mannheim, Mannheim-Seckenheim, Edingen-Neckarhausen, Heidelberg (Dreieck mit der Bundesautobahn 656), Leimen, Walldorf bzw. Wiesloch, Bad Schönborn, Ubstadt-Weiher nach Bruchsal (Dreieck mit der Bundesautobahn 80) verlaufen sollte.
In den Bedarfsplan des Gesetzes zur Änderung des Gesetzes über den Ausbau der Bundesfernstraßen in den Jahren 1971 bis 1985 vom 5. August 1976 gelangte die A 82 aber auch für diese Verbindung nicht. Es verblieb zwischen Mannheim, Heidelberg und Bruchsal bei jenen Vorhaben, die bereits 1971 Eingang in den Bedarfsplan gefunden hatten, nämlich:
| Kurzbezeichnung | Abschnitt                                                | Ausbau       | Stand |
| --------------- | -------------------------------------------------------- | ------------ | --- |
| B 38            | Mannheim-Käfertal – Mannheim-Feudenheim                  | vierstreifig | Stufe Ib |
| B 37            | Mannheim-Seckenheim – Heidelberg-Neuenheim               | vierstreifig | 1. Fahrbahn der OU Mannheim-Seckenheim in Dringlichkeitsstufe Ib, im Übrigen weiterer Bedarf                                                  |
| B 3             | Dossenheim – Heidelberg-Neuenheim – Heidelberg-Kirchheim | vierstreifig | weiterer Bedarf |
| B 37z           | Heidelberg-Kirchheim – Leimen                            | vierstreifig | 1. Fahrbahn in Dringlichkeitsstufe Ia, 2. Fahrbahn als weiterer Bedarf                                                                        |
| B 3             | OU Leimen                                                |              | 1. Fahrbahn als laufendes Vorhaben, sonst weiterer Bedarf                                                                                     |
| B 3             | südlich Leimen – Bruchsal                                | vierstreifig | 1. Fahrbahn Nußloch – Wiesloch in Dringlichkeitsstufe Ia, 1. Fahrbahn Wiesloch – Malsch in Dringlichkeitsstufe Ib, im Übrigen weiterer Bedarf |

Auch in den Bedarfsplan des Zweiten Gesetzes zur Änderung des Gesetzes über den Ausbau der Bundesfernstraßen in den Jahren 1971 bis 1985 vom 25. August 1980 wurde die A 82 zwischen Mannheim, Heidelberg und Bruchsal nicht aufgenommen. Zudem wurde der vierspurige Ausbau der Strecke bis auf wenige Ausnahmen aufgegeben. Vorgenommen waren lediglich noch:
| Kurzbezeichnung | Abschnitt                               | Ausbau       | Stand |
| --------------- | --------------------------------------- | ------------ | --- |
| B 38            | Mannheim-Käfertal – Mannheim-Feudenheim | vierstreifig | Stufe I |
| B 37            | OU Mannheim-Seckenheim                  | zweistreifig | Stufe I |
| B 3             | Leimen – Malsch                         | vierstreifig | 1. Fahrbahn der OU Leimen sowie Nußloch – Malsch als laufendes Vorhaben, im übrigen Dringlichkeitsstufe II |

Auch in den Bedarfsplan des Dritten Gesetzes zur Änderung des Gesetzes über den Ausbau der Bundesfernstraßen vom 21. April 1986 fand die A 82 zwischen Mannheim, Heidelberg und Bruchsal keinen Eingang. Geplant waren noch:
| Kurzbezeichnung | Abschnitt                               | Ausbau       | Stand                                                            |
| --------------- | --------------------------------------- | ------------ | ---------------------------------------------------------------- |
| B 38            | Mannheim-Käfertal – Mannheim-Feudenheim | vierstreifig | Stufe II                                                         |
| B 3             | Leimen – Malsch                         | vierstreifig | 1. Fahrbahn unter Verkehr, 2. Fahrbahn in Dringlichkeitsstufe II |

Mit dem Bedarfsplan des Vierten Gesetzes zur Änderung des Fernstraßenausbaugesetzes vom 15. November 1993 wurde die Bezeichnung A 82 für die Strecke Göttingen – Halle an der Saale vergeben. Auf der ursprünglich für die A 82 vorgesehenen Trasse zwischen Mannheim, Heidelberg und Bruchsal waren folgende Projekte in Planung:
| Kurzbezeichnung | Abschnitt                               | Ausbau       | Stand                                                      |
| --------------- | --------------------------------------- | ------------ | ---------------------------------------------------------- |
| B 38            | Mannheim-Käfertal – Mannheim-Feudenheim | vierstreifig | weiterer Bedarf                                            |
| B 3             | Leimen – Malsch                         | vierstreifig | 1. Fahrbahn unter Verkehr, 2. Fahrbahn als weiterer Bedarf |
| B 3             | OU Bad Schönborn                        | zweistreifig | weiterer Bedarf                                            |
| B 3             | OU Ubstadt-Weiher                       | zweistreifig | weiterer Bedarf                                            |

Der Bedarfsplan des Fünften Gesetzes zur Änderung des Fernstraßenausbaugesetzes vom 4. Oktober 2004 enthielt nicht ein einziges der zuvor geplanten Vorhaben zwischen Mannheim, Heidelberg und Bruchsal mehr. Insbesondere blieb die A 82 gestrichen.

### Göttingen – Nordhausen – Halle an der Saale
Mit dem Fall der Mauer und der Deutschen Wiedervereinigung beschloss am 9. April 1991 die Bundesregierung das Programm „Verkehrsprojekte Deutsche Einheit“ (VDE) im Vorgriff auf den Bundesverkehrswegeplan 1992. Es enthielt die Verbindung Göttingen – Halle (Westtangente) – A 14 nördlich Halle sowie einen Abzweig südlich von Halle zur Bundesautobahn 9 bei Weißenfels. Die Strecke Göttingen – Halle – A 14 erhielt die Bezeichnung „Bundesautobahn 82“. Der Bedarfsplan des Vierten Gesetzes zur Änderung des Fernstraßenausbaugesetzes vom 15. November 1993 enthielt dann auch diesen Streckenzug als A 82.
Die Strecke Göttingen – Halle/Saale (A 14) wurde schließlich nicht unter der Bezeichnung A 82, sondern zwischen dem Dreieck Drammetal und dem Dreieck Halle/Saale-Süd als A 38 sowie zwischen dem Dreieck Halle/Saale-Süd und Halle-Neustadt als A 143 realisiert. Der Abschnitt zwischen Halle-Neustadt und dem Dreieck Halle/Saale-Nord (12,1 km Länge) befindet sich als A 143 bis 2027 in Bau. Der Bedarfsplan des Fünften Gesetzes zur Änderung des Fernstraßenausbaugesetzes vom 4. Oktober 2004 sah die Strecke im vordringlichen Bedarf vor. Der Planfeststellungsbeschluss musste jedoch aufgrund der Entscheidung des Bundesverwaltungsgerichts vom 17. Januar 2007 verworfen werden.